# Берт Роуч
Берт Роач (англ. Bert Roach; 21 серпня 1891 — 16 лютого 1971) — американський актор кіно. За час своєї кар'єри в кіно з 1914 до 1951 року знявся в 327 фільмах. Почав зніматися в епоху німого кіно, потім продовжив свою кар'єру в звукових фільмах.

## Життєпис
Народився у Вашингтоні, округ Колумбія, помер в Лос-Анджелесі, штат Каліфорнія.

## Вибіркова фільмографія
- 1914 — Чудові штани Фатті / Fatty's Magic Pants
- 1920 — Внизу на фермі / Down on the Farm — Роач (фермер)
- 1921 — Кумир публіки / A Small Town Idol — Мартін Браун
- 1925 — Відмова / The Denial — Артур
- 1925 — Вибачте мене / Excuse Me — Джиммі Веллінгтон
- 1927 — На дванадцять миль геть / Twelve Miles Out — Люк
- 1927 — Платні танцівниці / The Taxi Dancer — Чарлі Кук
- 1928 — Натовп / The Crowd — Берт
- 1928 — Останні з Парижа / The Latest from Paris — Берт Блевінс
- 1929 — Так довго Летті / So Long Letty — Томмі Роббінс
- 1929 — Вистава вистав / The Show of Shows
- 1931 — Погана сестра / The Bad Sister
- 1933 — Алілуя, я ледар / Hallelujah I'm a Bum
- 1936 — Сан-Франциско / San Francisco — Фредді Двейн
- 1946 — Дивна любов Марти Айверс / The Strange Love of Martha Ivers